# 친족명칭
친족명칭(親族名稱)은 가족과 친척 구성원 사이에 서로를 부르는 말을 가리킨다. 친족명칭은 나라마다 그 나라의 문화에 따라 가르는 기준이 달라, 매우 세분된 경우도 있고, 비교적 단순한 경우도 있다. 한국은 비교적 복잡한 경우에 속한다.

## 한국어의 친족명칭
현대 한국의 친족명칭은 손윗사람과 부계 친족에 대한 어휘가 세분되어 있는 것이 특징이다.
- 할아버지,조부
- 할머니,조모
- 아버지,아빠
- 어머니,엄마
- 언니
- 오빠
- 형
- 누나
- 동생
- 이모
- 이모부
- 고모
- 고모부
- 큰아버지,큰아빠
- 큰어머니,큰엄마
- 작은아버지,작은아빠,삼촌
- 작은어머니,작은엄마
- 외삼촌
- 외숙모
- 시누이,아가씨
- 시동생
- 오라버니,오라버님
- 형님
- 사촌
- 당숙
- 당고모
- 이모할머니, 대이모
- 이모(부)할아버지, 대이모부
- 고모할머니, 대고모
- 고모(부)할아버지, 대고모부
- 큰할아버지
- 큰할머니
- 작은할아버지
- 작은할머니
- 외삼촌할아버지
- 외삼촌할머니,외숙모할머니
- 당숙할아버지
- 당숙할머니
- 조상님
  - 큰증조할아버지
  - 큰증조할머니
  - 증조할아버지
  - 증조할머니
  - 작은증조할아버지
  - 작은증조할머니
  - 증고모할머니
  - 증고모(부)할아버지
  - 큰고조할아버지
  - 큰고조할머니
  - 고조할아버지
  - 고조할머니
  - 작은고조할아버지
  - 작은고조할머니
  - 고고모할머니
  - 고고모(부)할아버지 등

## 같이 보기
- 한국의 근친간 호칭법